# ツェリーナ・マイ
ツェリーナ・マイ(Zelina Mai)は、ドイツのアダルトモデル(独: Erotik-Model)。雑誌・カレンダーなどの出版物、写真家のワークショップモデル(英: workshop model)などで活躍。公式サイト、SNSあり。

## 経歴
生年月日は公表されていない。
バーデン＝ヴュルテンベルク州シュトゥットガルトに生まれる。
2011年、大人のおもちゃ小売り会社のORIONが企画するランジェリーモデルコンテストの「Miss Dessous 2011（ミス・ランジェリー2011）」に出場。4月12日、最終選考（5名）に残る。同社の2011年アドベントカレンダーおよび2012年年間カレンダーに登場 。
7月、RTLの番組Willkommen bei Mario Barthに出演。10月、写真家のJens Brüggemannは、｢今月の1枚｣
と題した写真を発表した。
2012年、自動車用品販売会社car4styleのカレンダーに登場。1月25日、写真家のVolker Reinhartによる撮影　。
3月16-18日、バーデン＝ヴュルテンベルク州マンハイムで開催されたバイクの見本市Erlebnis Motorrad 2012の一環として行われた撮影会でモデルを務める
。
ドイツのバイク雑誌BIKERS NEWSに登場(8月・11月)。7月2日、 Süddeutschen-Pulling-Clubのカレンダー｢Girls & Pulling 2013｣に登場。11月9-10日、PENTHOUSE Promotion MESSE STUTTGARTで男性雑誌ペントハウスのために写真撮影。12月11日、写真家インゴ・クレナー(Ingo Kröner)の公式サイトにコメントを寄せる
。
2013年4月、ドイツのマニア雑誌タトゥー・エロティカに登場。7月-8月、RTLの番組｢Mama Mia –Wer heiratet meinen Sohn ?｣に出演。
2015年8月、RTL2の番組｢KAY ONE - PRINZESSIN GESUCHT!｣に出演。
その他、Gero Gröschel, Tilo Koch, Dieter Koelbl, Jack(Photostudio4you)などのワークショップモデルを務める。

### 出版
- 2012
  - Carsten Schulz; car4style Erotik-Kalender 2013. CALVENDO Verlag GmbH (Unterhaching, Landkreis München, Bayern). 2012
  - BIKERS NEWS August 2012. Huber Verlag GmbH ＆ Co. KG (Mannheim, Baden-Württemberg) . 2012
  - BIKERS NEWS November 2012
  - Girls und Pullingkalender 2013. Emotionphotos (Pless, Landkreis Unterallgäu, Bayern). 2012
- 2013
  - TATTOO EROTICA Sonderband Nr.16. Huber Verlag GmbH ＆ Co. KG (Mannheim, Baden-Württemberg). 2013

## その他
ヨルダン・カーヴァーのウェブサイト(現存しない)に紹介されたことがある。彼女は自身の成功について ｢運に味方されもしたけど、Jordan Carverの引き立てのおかげよ｣
と明言している
。
2014年2月7日、ライフスタイル雑誌AJURE-MENのインタビューに答える。スポーツをしなくとも体型を維持できるのはよい遺伝子のおかげとコメント。また、菜食主義であることを明かす。本人公式サイトによると(食用)動物を残酷に扱うのを嫌ってのこと。

### 年齢を推定
2011年3月28日付けのブログ記事によると当時23歳。誕生日は1988年1月1日から3月28日の間。一方、Boobpediaは1992年生まれとする。サバ読みがあるにしても、1990年前後に生まれたと推定できる。